# Rune (Name)
Rune ist ein skandinavischer Vorname, abgeleitet von dem altnordischen Wort rún mit der Bedeutung „verborgenes Wissen (Überlieferung)“, „geheime Weisheit“. Es ist vereinzelt auch als Familienname anzutreffen.

## Familienname
- Holger Rune (* 2003), dänischer Tennisspieler

## Vorname

### Namensträger
- Rune Andréasson (1925–1999), schwedischer Comic-Zeichner und Trickfilmer
- Rune Bergström (1891–1964), schwedischer Fußballspieler
- Rune Bjurström (1912–1996), schwedischer Geher
- Rune Börjesson (1937–1996), schwedischer Fußballspieler
- Rune Bratseth (* 1961), norwegischer Fußballspieler
- Rune Brattsveen (* 1984), norwegischer Biathlet
- Rune Carlsson (Fußballspieler) (1909–1943), schwedischer Fußballspieler
- Rune Carlsson (Musiker) (1940–2013), schwedischer Jazzmusiker
- Rune Dahmke (* 1993), deutscher Handballspieler
- Rune Djurhuus (* 1970), norwegischer Schachgroßmeister
- Rune Elmqvist (1906–1996), schwedischer Ingenieur und Erfinder, Entwickler des implantierbaren Herzschrittmachers
- Rune Ericson (1924–2015), schwedischer Kameramann, Erfinder, Schnittmeister und Dokumentarfilmregisseur
- Rune Gjeldnes (* 1971), norwegischer Abenteurer und Polarforscher
- Rune Glifberg (* 1974), dänischer Skateboarder
- Rune Gustafsson (Leichtathlet) (1919–2011), schwedischer Leichtathlet
- Rune Gustafsson (Musiker) (1933–2012), schwedischer Gitarrist und Komponist
- Rune Hanisch (* 1996), deutscher Handballspieler
- Rune Hauge (Spielervermittler) (* 1954), norwegischer Spielervermittler
- Rune Hauge (Skispringer), norwegischer Skispringer
- Rune Herregodts (* 1998), belgischer Radsportler
- Rune Høydahl (* 1969), norwegischer Mountainbiker und Triathlet
- Rune Jansson (1932–2018), schwedischer Ringer
- Rune Jarstein (* 1984), norwegischer Fußballtorhüter
- Rune Johansson (1920–1998), schwedischer Eishockeyspieler
- Rune Jürgensen (* 1984), deutscher Schauspieler
- Rune Kampe (* 1971), dänischer Snookerspieler
- Rune Kristiansen (* 1964), norwegischer Freestyle-Skisportler
- Rune Larsson (1924–2016), schwedischer Hürdenläufer
- Rune Lindström (* 1944), schwedischer Skirennläufer
- Rune Massing (* 1980), niederländischer Badmintonspieler
- Rune Melby (* 1975), norwegischer Musiker und Schauspieler
- Rune Mields (* 1935), deutsche bildende Künstlerin
- Rune Nilsen (1923–1998), norwegischer Leichtathlet
- Rune Nilsson, schwedischer Radrennfahrer
- Rune Öfwerman (1932–2013), schwedischer Jazzpianist, Bandleader und Arrangeur
- Rune Ohm (* 1980), dänischer Handballspieler
- Rune Olijnyk (* 1968), norwegischer Skispringer
- Rune Pedersen (Fußballspieler) (* 1979), dänischer Fußballspieler
- Rune Skjærvold (* 1974), norwegischer Handballspieler
- Rune Skog (* 1973), norwegischer Biathlet
- Rune Støstad (* 1972), norwegischer Politiker
- Rune Tangen (* 1964), norwegischer Fußballspieler und -trainer
- Rune Temte (* 1965), norwegischer Filmschauspieler
- Rune Torseth (* 1973), norwegischer Skilangläufer
- Rune Ulsing (* 1984), dänischer Badmintonspieler
- Rune Velta (* 1989), norwegischer Skispringer
- Rune Waldekranz (1911–2003), schwedischer Film-Produktionsleiter
- Rune Wenzel (1901–1977), schwedischer Fußballspieler

### Mittelname
- Björn Rune Borg (* 1956), schwedischer Tennisspieler, siehe Björn Borg
- Jan Rune Grave (* 1977), norwegischer Nordischer Kombinierer
- Stig Rune Kveen (* 1980), norwegischer Skilangläufer
- Allan Rune Pettersson (1936–2018), schwedischer Autor
- Bengt Rune Strifeldt (* 1971), norwegischer Politiker
- Jon Rune Strøm (* 1985), norwegischer Jazzmusiker (Kontrabass, E-Bass)

### Namensträgerinnen
- Rune Mields (* 1935), deutsche bildende Künstlerin